# آباد
أباد هي مدينة في مقاطعة تنغستان، إيران. عدد سكان هذه المدينة هو 3,787 في سنة 2016.